# プマタン・シアンタール
プマタン・シアンタール（Pematangsiantar）は、インドネシアのスマトラ島の北スマトラ州の都市で、シマルングン県に囲まれている。シアンタールはかつては2級地区(ダエラー・ティングカトゥ・ドゥア)で、近年「市」(コタ)に昇格した。1990年に21万9319人だったが、2000年には24万2756人に増加し、2010年に24万787人に減少した。

州都メダンの次に人口が多い。

## 行政区分
シアンタールは8つの区(ケカマタン)に分かれている。

| 名称                         | 人口 2010年統計 |
| ---------------------------- | --------------- |
| シアンタール・マリハトゥ     | 17,872          |
| シアンタール・マリンブン     | 14,642          |
| シアンタール・セラタン(南部) | 17,101          |
| シアンタール・バラトゥ(西部) | 34,984          |
| シアンタール・ウタラ(北部)   | 46,427          |
| シアンタール・ティムー(東部) | 38,454          |
| シアンタール・マートバ       | 38,368          |
| シアンタール・シタラサリ     | 26,854          |

## 歴史

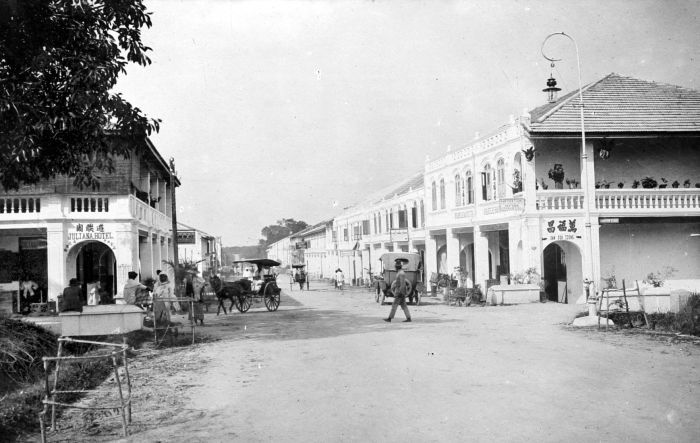
1910年の通りの風景

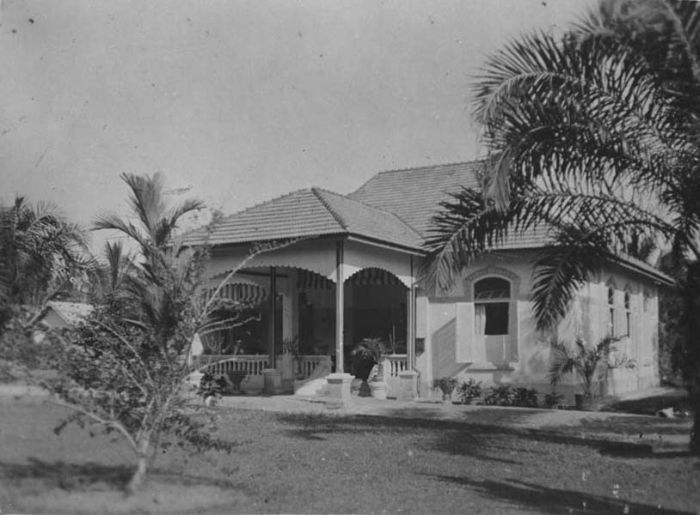
1923年のオランダ人の家

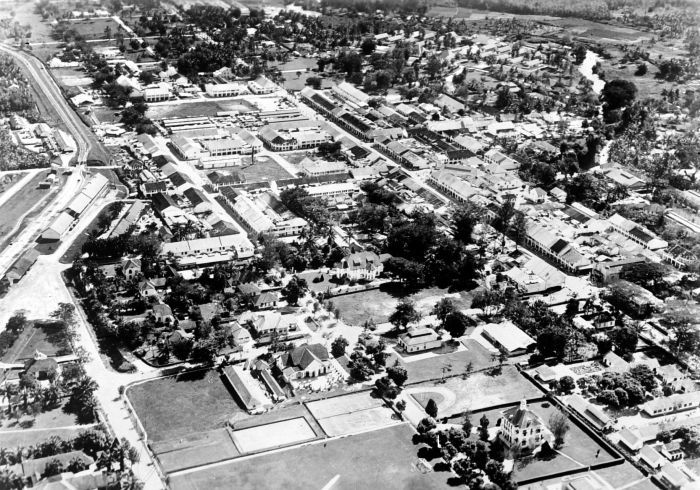
1938年の航空写真

1907年以前は、プマタン・シアンタールはダマニク率いる王国が有った。バタック人の中にシマルングン人が居て、ダマニクはその1氏族である。最後の王はトゥアン・サンナワルー・ダマニクだった。
1907年、オランダが王国を滅ぼし、植民地にした。
1942年、オランダを排除し日本がインドネシアを侵略・統治した。
1945年にインドネシアが独立宣言をした後、プマタン・シアンタールは自治権を得た。
1974年、プマタン・シアンタールは2級地区になり、シマルングン県の県都になった。

## 住民
プマタン・シアンタールに元々住んでいたのはシマルングン・バタック人である。今日では、中国人やマレー人(ジャワ人を含む)も特に中心部に住んでいる。

## 交通と旅行

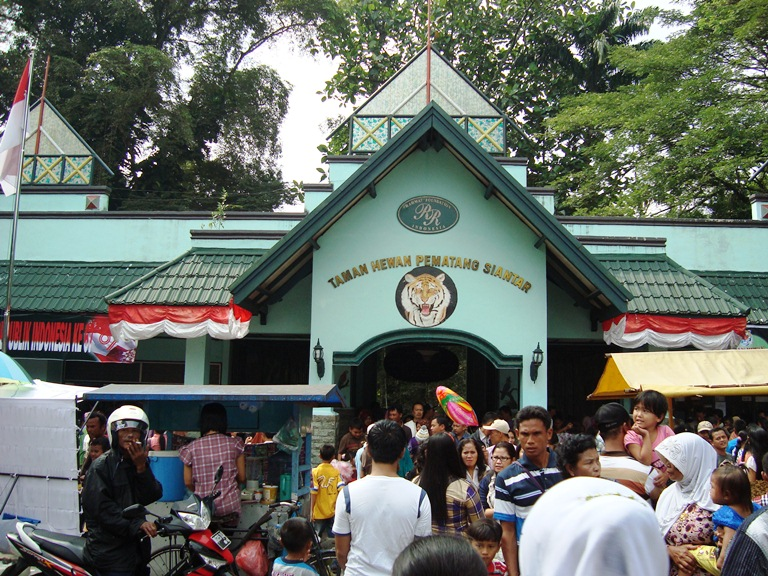
プマタン・シアンタール動物園

プマタン・シアンタールはスマトラ島縦断高速道路でトバ湖から50km離れている。トバ湖は世界有数の大きさのカルデラで、人気の観光地である。シアンタールはトバ湖観光の為に宿泊する人が多い。シアンタールは布(「バティク」「ウロス」)やバタック料理等のバタック文化が有名である。タマン・ヘワン・プマタン・シアンタール(プマタン・シアンタールの動物庭園)という動物園が有る。鳥や虎、猿等のインドネシア原産の動物が見られる。熱帯植物が豊富で、古い物も有る。大通りから徒歩圏内に有る。入場料は2009年4月時点で7000ルピアである。観音像が有るヴィハラ・アヴァロキテサヴァラ寺院も人気が有る。22.8mの観音像はインドネシア最大である。建物は2008年5月に焼失し、再建された。シアンタールはメダンから電車や大型バスで行ける。メダンからは130km離れており、車で3時間かかる。

## 料理
プマタン・シアンタールの料理はバタック料理と中華料理が基になっている。サクサン(血で調理した豚)やトゥアク(砂糖椰子とココナッツで作る酒)が代表的である。中華料理屋も多く、ミー・パンシット(雲呑麺)が人気が有る。ナシ・パダンやサテ・パダン(ロントンとカレー風ソース)等の西スマトラ料理も有る。